# Guillaume Landré
Guillaume Louis Frédéric Landré (ur. 24 lutego 1905 w Hadze, zm. 6 listopada 1968 w Amsterdamie) – holenderski kompozytor.

## Życiorys
Jego ojcem był kompozytor Wilhelm Landré (1874–1948). Muzyki uczył się u ojca oraz Henri Zagwijna w Rotterdamie i Willema Pijpera w Utrechcie, ukończył też studia prawnicze na Uniwersytecie Utrechckim (1929). Początkowo pracował w Amsterdamie jako specjalista w zakresie prawa handlowego, jednocześnie pisząc też krytyki muzyczne. Od 1947 do 1958 roku pełnił funkcję przewodniczącego Holenderskiego Stowarzyszenia Ochrony Praw Autorskich. W latach 1950–1962 był też przewodniczącym Związku Kompozytorów Holenderskich. Otrzymał nagrodę im. W. Pijpera za II Kwartet smyczkowy oraz nagrodę im. Van der Leeuwa za utwór Symphonic Permutations.

## Twórczość
W swojej kompozycji nawiązywał do tradycji renesansowej polifonii niderlandzkiej, starając się dopasować ją do form współczesnych. Cechą charakterystyczną stylu Landrégo było konsekwentne rozwijanie utworu ze ściśle ograniczonego materiału wyjściowego, często z jednego tylko tematu. W kompozycjach z późniejszego okresu swojej twórczości zaczął stosować bardziej awangardowe techniki, posługując się formą wariacyjną z wykorzystaniem skali dwunastodźwiękowej. Ważną część w jego twórczości zajmują utwory poświęcone pamięci ofiar wojny oraz bliskich osób, np. utwór Piae memoriae pro patria mortuorum, w którym wykorzystał tekst requiem i fragmenty ludowych pieśni holenderskich.

## Wybrane kompozycje
(na podstawie materiałów źródłowych)

### Utwory orkiestrowe
- 4 symfonie (I 1932, II 1943, III 1951, IV 1956)
- Suite na fortepian i smyczki (1936)
- 4 Pieces (1937)
- Concert Piece (1938)
- Koncert wiolonczelowy (1940)
- Sinfonietta na skrzypce i orkiestrę (1941)
- Symphonic Music na flet i orkiestrę (1948)
- Sinfonia sacra in memoriam patris (1948)
- 4 mouvements symphoniques (1949)
- Symfonia kameralna na 13 instrumentów (1952)
- Sonata festiva na orkiestrę kameralną (1953)
- wariacje symfoniczne Kaleidoscope (1956)
- Symphonic Permutations (1957)
- Koncert klarnetowy (1958)
- Concertante na klarnet kontrabasowy i orkiestrę (1959)
- Anagrams (1960)
- Sonata na orkiestrę kameralną (1961)
- Variazioni senza tema (1968)

### Utwory kameralne
- Sonata skrzypcowa (1927)
- 4 kwartety smyczkowe (I 1927, II 1943, III 1949, IV 1965)
- Trio fortepianowe (1929)
- 2 kwintety dęte (I 1930, II 1960)
- 4 Miniatures na klarnet i kwartet smyczkowy lub orkiestrę smyczkową (1950)
- Sekstet na flet, klarnet i kwartet smyczkowy (1959)
- Quartetto piccolo na 2 trąbki, róg i puzon (1961)

### Utwory wokalno-instrumentalne
- Piae memoriae pro patria mortuorum na chór i orkiestrę (1942)
- Groet der martelaren na baryton i orkiestrę (1944)
- Berceuse voor moede mensen na solistów, chór i orkiestrę (1952)

### Opery
- De Snoek (wyst. Amsterdam 1934)
- Jean Lévecq (wyst. Amsterdam 1965)
- La Symphonie pastorale (wyst. Rouen 1968)